# Tamás Tóth
Tamás Tóth (* 29. Mai 1989 in Budapest) ist ein ehemaliger ungarischer Triathlet, zweifacher Olympiastarter (2016, 2020) und Staatsmeister Triathlon (2013).

## Werdegang
Unter den ungarischen Elite-Triathleten rangierte Tóth 2010 auf Platz sechs der nationalen Rangliste, 2013 und 2014 stand er auf Platz zwei. Im Juni 2013 wurde er Triathlon-Staatsmeister auf der Kurzdistanz.
So wie auch Zsófia Tóth wurde er seit Jahren von der Spitzensport-Förderung Heraklesz unterstützt.
Tamás Tóth lebt in Budapest und trat in Ungarn, so wie auch seine ebenfalls bei internationalen Wettkämpfen antretende Teamkollegin Margit Vanek, für Budaörsi Triatlon Klub Egyesület an.
2015 wurde er im Juni Dritter bei der Staatsmeisterschaft auf der Triathlon-Sprintdistanz.

### Olympische Sommerspiele 2016
Bei der Europameisterschaft 2016 belegte er im Mai in Lissabon in der Teamwertung den dritten Rang. Tamás Tóth qualifizierte sich für einen Startplatz bei den Olympischen Sommerspielen 2016 und belegte am 20. August in Rio de Janeiro als zweitbester Ungar den 33. Rang.
Im Juli 2018 belegte der 29-Jährige in Estland den sechsten Rang bei der Europameisterschaft auf der Triathlon-Sprintdistanz und drei Wochen später in Glasgow auch den dritten Rang auf der Kurzdistanz. Im Oktober wurde Tóth für zwei Jahre ins Athletenkomitee der ITU gewählt.

### Olympische Sommerspiele 2020
Tamás Tóth startete am 27. Juli 2021 bei den Olympischen Sommerspielen in Tokio – zusammen mit Zsanett Bragmayer, Zsófia Kovács und Bence Bicsák. Er belegte den 29. Rang.
Seit 2023 tritt Tamás Tóth nicht mehr international in Erscheinung.

## Sportliche Erfolge
| Datum/Jahr    | Rang | Wettbewerb                                           | Austragungsort | Zeit     | Bemerkung                                                                             |
| ------------- | ---- | ---------------------------------------------------- | -------------- | -------- | ------------------------------------------------------------------------------------- |
| 15. Juli 2023 | 2    | HUN Triathlon National Championships                 | Tata           | 01:58:49 | Vizestaatsmeister                                                                     |
| 28. Mai 2022  | 34   | ITU Triathlon World Cup                              | Arzachena      | 00:58:29 |                                                                                       |
| 17. Apr. 2022 | 12   | ETU Europe Triathlon Cup                             | Yenişehir      | 00:51:48 |                                                                                       |
| 27. Juli 2021 | 29   | Olympische Sommerspiele 2020                         | Tokio          | 01:48:19 |                                                                                       |
| 6. Okt. 2018  | 5    | ETU Triathlon European Championship Clubs            | Lissabon       | 00:20:33 | mit „Budaörsi Triatlon Klub“                                                          |
| 10. Aug. 2018 | 6    | ETU Triathlon European Championships                 | Glasgow        | 01:48:53 | Europameisterschaft auf der olympischen Kurzdistanz                                   |
| 20. Juli 2018 | 6    | ETU Sprint Distance Triathlon European Championships | Tartu          | 00:53:31 | Europameisterschaft auf der Sprintdistanz                                             |
| 20. Aug. 2016 | 33   | Olympische Sommerspiele 2016                         | Rio de Janeiro | 01:50:02 | als zweitbester Ungar hinter Gábor Faldum (20. Rang)                                  |
| 10. Juni 2016 | 3    | ITU Triathlon World Cup                              | Tiszaujvaros   | 00:54:11 |                                                                                       |
| 29. Mai 2016  | 3    | ETU Triathlon European Championship Mixed Team       | Lissabon       |          | Europameisterschaft im Team – zusammen mit Zsófia Kovács, Margit Vanek und Ákos Vanek |
| 24. Apr. 2016 | 11   | ITU World Championship Series 2016                   | Kapstadt       | 00:54:59 |                                                                                       |
| 20. Juni 2015 | 3    | HUN Sprint Triathlon National Championships          | Baja           | 00:55:56 | Staatsmeisterschaft                                                                   |
| 1. Juni 2013  | 1    | HUN Triathlon National Championships                 | Balatonfured   | 01:47:53 | Ungarischer Meister Triathlon Kurzdistanz                                             |
| 31. Aug. 2007 | 28   | ITU World Championship Junior Men                    | Hamburg        | 00:56:36 | in der Jugend-Klasse                                                                  |

| Datum/Jahr    | Rang | Wettbewerb                                     | Austragungsort | Zeit     | Bemerkung                                                                                        |
| ------------- | ---- | ---------------------------------------------- | -------------- | -------- | ------------------------------------------------------------------------------------------------ |
| 19. Mai 2007  | 26   | ITU Duathlon World Championship Junior Men     | Győr           | 00:53:56 | Duathlon-Weltmeisterschaft Junioren                                                              |
| 15. Sep. 2001 | 11   | ITU Duathlon World Championships               | Rimini         | 01:48:22 | Weltmeisterschaft auf der Duathlon-Kurzdistanz                                                   |
| 9. Sep. 2001  | 29   | ITU Long Distance Duathlon World Championships | Venray         | 03:02:28 | Duathlon-Weltmeisterschaft auf der Langstrecke (15 km Laufen, 60 km Radfahren und 7,5 km Laufen) |

(DNF – Did Not Finish)

## Namensvettern
Ein Namensvetter des hier beschriebenen Sportlers ist der 1966 in Budapest geborene ungarische Filmregisseur Tamás Tóth, der u. a. durch seine mehrfach ausgezeichneten Filme „Deti chugunnykh bogov“ („Die Kinder der gusseisernen Götter“, 1993), „Rinaldo“ (2003) und „Farkas“ („Der Wolf“, 2007) von sich reden machte.